# Lobaegis marita
Lobaegis marita är en stekelart som först beskrevs av Cresson 1868.  Lobaegis marita ingår i släktet Lobaegis och familjen brokparasitsteklar. Inga underarter finns listade i Catalogue of Life.